# 党均
党 均（とう きん）は、中国の通俗歴史小説『三国志演義』に登場する架空の人物。魏の武将で荊州襄陽郡の人という設定。
鄧艾の参謀として仕えた。
姜維率いる蜀漢軍の猛攻に鄧艾率いる魏軍が押された時、鄧艾の密命を受けた党均は蜀の成都に向かい、当時専権をほしいままにしていた黄皓を多額の金銭で買収し、姜維を撤退させるよう劉禅に対して進言させた。暗愚な劉禅は、黄皓から姜維が謀反を企んでいるという虚言を聞いて驚愕し、慌てて姜維に撤退するよう命令を出した。魏軍はこうして不利な情勢を乗り切った。
見事に計略を成功させた党均は、鄧艾や司馬昭から大いに賞賛されている。